# Cecilia Cheung
Cecilia Cheung Pak-Chi (nascida em 24 de maio de 1980) é uma atriz e cantora de cantopop honconguesa.

## Biografia
Cheung nasceu em Man Wah Sun Chuen, Jordan, Hong Kong. Seus pais se divorciaram quando ela tinha nove anos de idade. A mesma foi enviada para Melbourne, na Austrália, para morar com sua tia aos 14 anos de idade e então estudou na Camberwell Girls Grammar School. Cheung tem uma meia-irmã mais velha, dois irmãos mais novos e um meio-irmão mais novo da parte de seu pai.

## Carreira
Sua carreira iniciou em 1998, quando fez uma propaganda comercial para uma marca de chá de limão. Ela chamou a atenção de Stephen Chow depois de filmar o anúncio. Mais tarde, Cheung fez sua estreia no cinema como uma jovem acompanhante de uma casa noturna em King of Comedy (1999) de Stephen Chow. O mesmo tornou-se o de maior bilheteria local do ano e a filmagem levou Cheung a fama em Hong Kong. No mesmo ano, estrelou Fly Me to Polaris, que lhe rendeu o prêmio de Melhor Recém-chegado no Hong Kong Film Awards. Cheung também cantou a canção-tema do filme, que garantiu atenção do público a sua habilidade de canto, além disso a mesma lançou seu primeiro álbum de cantopop, Any Weather.
Cheung fez incursões no mercado coreano com Failan (2001) co-estrelado por Choi Min-shik. O filme lhe garantiu uma indicação no Grand Bell Awards para Melhor Atriz. Ela então estrelou o filme de comédia chinesa The Lion Roars (2002). Cheung impressionou o público com seu retrato de uma  heroína independente e arrojada, e venceu o prêmio de atriz mais popular no Chinese Film Media Awards.
No drama romântico de Derek Yee, Lost in Time (2003), Cheung venceu o prêmio de Melhor Atriz no Hong Kong Film Awards. No filme, ela interpreta uma jovem que perdeu seu noivo em um acidente de trânsito, o que a tornou uma mãe solteira. Ela recebeu elogios por expressar exitosamente uma série de transformações emocionais da personagem. E também venceu o prêmio de Melhor Atriz no Hong Kong Film Critics Society Award por sua atuação em Running on Karma (2003).
Cheung reuniu-se com Derek Yee no filme policial One Nite in Mongkok (2004), onde interpreta uma prostituta que cruza o caminho de um assassino. Ela foi nomeada para o prêmio de Melhor Atriz no Hong Kong Film Awards pela terceira vez. Posteriormente, ela estrelou junto com Jang Dong-gun, o romance épico The Promise (2005), uma produção pan-asiática de 30 milhões de dólares dirigida por Chen Kaige, que foi escolhida para representar a China no Oscar.
Depois de uma pausa de cinco anos na atuação, Cheung realizou sua volta no filme de comédia All's Well, Ends Well 2011. No entanto, seus próximos filmes não alcançaram sucesso comercial e foram duramente criticados. Ela recebeu o prêmio de "Atriz mais decepcionante" no Golden Broom Awards por sua atuação em Legendary Amazons (2011) e Treasure Hunt (2011).
Em 2014, Cheung ganhou 70 milhões de HKD, ocupando o nono lugar na lista dos dez melhores rendimentos de celebridades de Hong Kong.

## Vida pessoal
Cheung casou-se com o ator e músico Nicholas Tse, em uma cerimônia secreta nas Filipinas, em setembro de 2006. Ela deu à luz o primeiro filho do casal em agosto de 2007 e de seu segundo filho em maio de 2010.
Em 23 de agosto de 2011, o casal fez um anúncio público sobre seu divórcio. Eles concordaram em manter a guarda conjunta de seus dois filhos.

## Controvérsias
- 1999: Seu pai entrou em um mal entendido com uma gangue rival. Como resultado, Cheung recebeu ameaças de estupro e de morte contra ela, quando ainda era relativamente nova na indústria cinematográfica.[22]
- 2008: Em janeiro e fevereiro de 2008, diversas fotos explícitas suas foram divulgadas online, envolvendo a mesma e Edison Chen. O escândalo também envolveu as atrizes Gillian Chung e Bobo Chan.[23]

## Filmografia
| Ano          | Título em inglês           | Título alternativo | Papel                             | Notas          |
| ------------ | -------------------------- | ------------------ | --------------------------------- | -------------- |
| 1999         | King of Comedy             | 喜劇之王           | Lau Piu-piu                       |                |
| 1999         | Fly Me to Polaris          | 星願               | Autumn Yue                        |                |
| 1999         | The Legend of Speed        | 烈火戰車2極速傳說  | Nancy                             |                |
| 2000         | Tokyo Raiders              | 東京攻略           | Saori                             |                |
| 2000         | Twelve Nights              | 十二夜             | Jeannie                           |                |
| 2000         | Help!!!                    | 辣手回春           | Dr. Ho Wing-yan                   |                |
| 2001         | Wu Yen                     | 鍾無艷             | Enchantress / Yin Chun            |                |
| 2001         | Master Q 2001              | 老夫子2001         | Mandy                             |                |
| 2001         | Everyday is Valentine      | 情迷大話王         | Wonderful                         |                |
| 2001         | Failan                     | 파이란             | Failan                            |                |
| 2001         | Shaolin Soccer             | 少林足球           | Dragon Player #7                  | participação   |
| 2001         | Para Para Sakura           | 芭啦芭啦櫻之花     | Yuriko Sakurada / Yuriko's granny |                |
| 2001         | The Legend of Zu           | 蜀山傳             | Dawn / Enigma                     |                |
| 2002         | Second Time Around         | 無限復活           | Tina Chow                         |                |
| 2002         | Mighty Baby                | 絕世好B            | Boey                              |                |
| 2002         | The Lion Roars             | 我家有一隻河東獅   | Moth Liu                          |                |
| 2003         | Love Under the Sun         | 愛在陽光下         |                                   | curta-metragem |
| 2003         | Cat and Mouse              | 老鼠愛上貓         | Bai Yutang                        |                |
| 2003         | Honesty                    | 絕種好男人         | Didi Wong                         |                |
| 2003         | Running on Karma           | 大隻佬             | Inspector Lee Fung-yee            |                |
| 2003         | Lost in Time               | 忘不了             | Holly Lam                         |                |
| 2004         | Fantasia                   | 鬼馬狂想曲         | Harmy Bobo                        |                |
| 2004         | Sex and the Beauties       | 性感都市           | Yuki Cheung                       |                |
| 2004         | Papa Loves You             | 這個阿爸真爆炸     | Customer refused entry to cafe    | participação   |
| 2004         | One Nite in Mongkok        | 旺角黑夜           | Dan Dan                           |                |
| 2004         | The White Dragon           | 小白龍情海翻波     | Black Phoenix / White Dragon Jr.  |                |
| 2005         | Himalaya Singh             | 喜馬拉亞星         | Peacock                           |                |
| 2005         | The Promise                | 無極               | Qing Cheng                        |                |
| 2006         | The Shopaholics            | 最愛女人購物狂     | Fong Fong-fong                    |                |
| 2006         | My Kung-Fu Sweetheart      | 野蠻秘笈           | Phoenix                           |                |
| 2006         | The 601st Phone Call       | 第601個電話        | Tian You                          |                |
| 2011         | All's Well, Ends Well 2011 | 最強囍事           | Claire                            |                |
| 2011         | Treasure Hunt              | 無價之寶           | Peggy Jiang                       |                |
| 2011         | Legendary Amazons          | 楊門女將之軍令如山 | Mu Guiying                        |                |
| 2011         | Speed Angels               | 極速天使           | You Mei                           |                |
| 2012         | Shadows of Love            | 影子愛人           | Paris                             |                |
| 2012         | The Lion Roars 2           | 河東獅吼2          | Wang Yueying                      |                |
| 2012         | Dangerous Liaisons         | 危險關係           | Mo Jieyu                          |                |
| por anunciar | 11th Day and One Night     | 十一天零一夜       |                                   |                |
| por anunciar | Out of Control             | 失控·幽靈飛車      |                                   |                |

| Ano  | Título em inglês         | Título alternativo | Papel       |
| ---- | ------------------------ | ------------------ | ----------- |
| 2008 | The Wandering Songstress | 天涯歌女           | Zhou Xuan   |
| 2018 | Perhaps, Love            | 如果，爱           | Wan Jialing |

## Discografia
| Ano  | Título                                             | Título chinês           |
| ---- | -------------------------------------------------- | ----------------------- |
| 1999 | No Matter How The Weather...Cloudy, Rainy Or Sunny | 任何天氣                |
| 1999 | Destination                                        |                         |
| 2000 | A Brand New Me                                     | 不一樣的我              |
| 2000 | Cecilia Cheung Mandarin Album                      | 張柏芝同名國語專輯      |
| 2001 | Cecilia Cheung New & Best Collection               | 張柏芝全新經驗新曲+精選 |
| 2001 | Party All the Time (Remix Album)                   |                         |
| 2001 | Brand New Image                                    | 最新形象                |
| 2002 | Real Me                                            | 真我                    |
| 2003 | Colour of Lip (New + Best Collection)              | 至愛唇色(新曲+精選)     |
| 2005 | C1                                                 | C1                      |
| 2006 | Old Classics                                       | 醇经典                  |
| 2011 | In the Past                                        | 曾经                    |